# Richard Baerwald
Richard Baerwald (* 17. Dezember 1867 in Königsberg (Preußen); † 16. Mai 1929 in Berlin) war ein deutscher Psychologe aus Berlin.

## Leben
Richard Baerwald war der Sohn eines Kaufmanns aus Königsberg. Nach dem Besuch des Askanischen Gymnasiums studierte er Philologie und Philosophie in Berlin und Jena. 1893 wurde er an der Universität Jena mit der erkenntnistheoretischen Schrift „Die Objectivation der subjectiven Vorstellung“  zum Dr. phil promoviert. Danach war er am Pädagogischen Seminar der Universität Jena tätig. In den 1920er Jahren ließ er sich endgültig in Berlin nieder, wo er als Dozent an der Humboldt-Volkshochschule lehrte.
Baerwald beschäftigte sich zunächst mit pädagogischen Problemstellungen und neuen Methoden des Fremdsprachenunterrichts. Später wandte er sich der Psychologie, insbesondere Suggestionsforschung, zu. Gegen Ende seines Lebens interessierte er sich für die Parapsychologie und den Okkultismus. Von 1926 bis 1928 war er Herausgeber der Zeitschrift für Kritischen Okkultismus.
Er war mit Olga Baerwald (geborene Lundt) verheiratet. Das Paar hatte eine gemeinsame Tochter, die Schauspielerin Ilse Baerwald (geboren 1903).

## Werke
- Theorie der Begabung (1896)
- Psychologische Faktoren des modernen Zeitgeistes, J. A. Barth, 1905, DNB 578793474
- Zur Psychologie der Vorstellungstypen mit besonderer Berücksichtigung der motorischen und musikalischen Anlage, J. A. Barth, 1916, DNB 578793504
- Okkultismus, Spiritismis und unterbewusste Seelenzustände, B. G. Teubner Verlag, 1920, DNB 578793482
- Der Mensch ist größer als das Schicksal : Betrachtungen über die Methode des sieghaften und frohgemuten Lebens,  J. C. Hinrichs, 1921, DNB 572749511
- Arbeitsfreude und andere Beiträge zur psychologischen Lebenskunst, J. C. Hinrichs, 1921, DNB 572749503
- Ladokka's Malstrom : Vision des Weges, der uns zu den Vereinigten Staaten von Europa führen wird, Felsen-Verlag, 1923, DNB 572108699
- Das weibliche Seelenleben und die Frage seiner Gleichwertigkeit, Felsen-Verlag, 1923, DNB 572108710
- Die intellektuellen Phänomene, Ullstein A.-G., 1925, DNB 579128555
- Okkultismus und Spiritismus und ihre weltanschaulichen Folgerungen, Deutsche Buch-Gemeinschaft, 1927, DNB 578793490[4]
- Psychologie der Selbstverteidigung in Kampf-, Not- und Krankheitszeiten : Autosuggestion (Conéismus) und Willenstraining, J. C. Hinrichs’sche Buchhandlung, 1927, DNB 57274952X
- Lebensmut, Erfolg, Arbeitsfreunde : Der Weg zu Glück und froher Zuversicht, Buchsbaum, 1933, DNB 579128547
- Gedankenlesen und Hellsehen, Ullstein Verlag, 1933, DNB 572108680